# 黄墩湖
黄墩湖是一个位于中国江苏省邳州市的淡水湖，面积约为26.66平方千米，属于淮河区。它的一级流域为淮河流域，二级流域为淮河干流水系。